# New Edinburg
New Edinburg – jednostka osadnicza w Stanach Zjednoczonych, w stanie Arkansas, w hrabstwie Cleveland.